# Nuxis
Nuxis (sardisk: Nùxis, Nùcis) er en by og en kommune (comune) i provinsen Sud Sardegna i regionen Sardinien i Italien. Byen ligger i 196 meters højde og har 1.566 indbyggere (2016). Kommunen har et areal på 61,59 km² og grænser til kommunerne Assemini, Narcao, Santadi, Siliqua og Villaperuccio.